# Бабчин, Александр Викторович
Александр Викторович Бабчин (14 октября 1986, Белорецк-16, Башкирская АССР) — российский и белорусский биатлонист, чемпион (2015) и неоднократный призёр чемпионата России, победитель общего зачёта Кубка России сезона 2014/15. В составе сборной Беларуси — участник чемпионатов и Кубка мира. Мастер спорта России.

## Биография
Начинал заниматься биатлоном в Межгорье, затем в Уфе у тренера Ильгиза Самигуллина, позднее — у Андрея Падина. В конце 2000-х годов некоторое время выступал за Московскую область, в этот период тренировался под руководством Ю. Ф. Кашкарова. Входил в состав юниорской сборной России, но на крупных международных соревнованиях по юниорам участия не принимал.
В начале 2010-х годов перешёл в сборную Беларуси. Первое время находился под «карантином» и выступал только на внутренних соревнованиях. Дебютировал на международных стартах в сезоне 2011/12, сначала на Кубке IBU, где занял 22-е место в спринте в Эстерсунде и набрал квалификационные очки, а спустя неделю — на этапе Кубка мира в том же Эстерсунде. В дебютной индивидуальной гонке занял 73-е место, а в спринте был 37-м и набрал первые очки в зачёт Кубка мира. Лучший результат в карьере на Кубке мира показал в спринте на этапе в Контиолахти в сезоне 2011/12, заняв 24-е место.
Принимал участие в двух чемпионатах мира — в 2012 году в Рупольдинге и в 2013 году в Нове-Место. Лучший результат в личных видах на чемпионатах мира — 44-е места в индивидуальной гонке в 2012 году и в спринте в 2013 году. В эстафете в составе белорусской команды был в эти годы 11-м и 14-м.
По окончании сезона 2012/13 потерял место в составе сборной Беларуси и вернулся в Россию, представляет Республику Башкортостан.
На внутрироссийском уровне неоднократно становился призёром, в том числе в 2015 году выиграл золотые медали чемпионата России в командной гонке, в 2010 и 2014-2016 годах неоднократно был призёром в эстафете, гонке патрулей, масс-старте. В сезоне 2014/15 стал победителем общего зачёта Кубка России.
Окончил Башкирский государственный университет (2009) (ныне Уфимский университет науки и технологий).

#### Результаты в общем зачёте Кубка мира
- 2011/12 — 78-е место (30 очков)
- 2012/13 — очков не набирал